# هاري برول
هاري برول (بالهولندية: Harry Brüll)‏ هو لاعب كرة قدم هولندي، ولد في 12 أبريل 1935 في سيتارد في هولندا، وتوفي بنفس المكان في 9 يناير 2021. شارك مع منتخب هولندا لكرة القدم. أما مع النوادي، فقد لعب مع رودا كيركراده وفورتونا سيتارد.

## وصلات خارجية
- هاري برول على موقع قاعدة بيانات كرة القدم.إي يو (الإنجليزية)
- هاري برول على موقع ناشيونال فوتبول تيمز (الإنجليزية)